# Mina Karadžić
Wilhelmina "Mina" Karadžić-Vukomanović (cirílico serbio: Вилхелмина "Мина" Караџић-Вукомановић; Viena, 12 de julio de 1828-Viena, 12 de junio de 1894) era una pintora y escritora serbia que pasó su vida en Austria. Sus padres fueron Vuk Stefanović Karadžić y Ana Maria Kraus. 
Murió a los 65 años en Viena.

## Obras
Sus obras más conocidas son:
- Auto retrato
- Retrato del hermano Dimitrije
- Una anciana con una gorra blanca
- Marko Kraljevic con una maza
- Marko Kraljevic sa šestopercem
- Joven negro
- Montenegrino
- Héroe griego
- Bosnjak con sarough rojo

- Retrato de una niña con un pañuelo rojo
- La chica en un vestido a cuadros
- Retrato de una mujer
- Un anciano con el pelo largo
- El joven con barba